# Берёзовка (Берёзовский район, Пермский край)
Берёзовка — село в Пермском крае, административный центр Берёзовского района.

## География
Село расположено в южной части Пермского края, на левом берегу реки Шаквы, в 75-80 км к юго-востоку от Перми и в 29 км к северо-востоку от Кунгура. Через село проходит региональная трасса Кунгур — Соликамск. Рельеф села равнинный с небольшим наличием холмов. Через село протекает река Берёзовка и ещё несколько малых рек. На р. Берёзовка построена дамба, которая образует большой пруд. Полезные ископаемые представлены базальтовыми и известковыми породами. Климат умеренно-континентальный с коротким летом и продолжительной зимой, средние годовые температуры ниже 0.

## История
Первое упоминание о Берёзовке (под названием Вознесенский острожек) относится к 1652 году В Вознесенском острожке селили каторжников преимущественно из Вологодской и Архангельской губерний Название Вознесенский острожек связано с тем, что в поселении находилась деревянная церковь в честь Вознесения Господня. В 1800 году село было переименовано в Вознесенское. В XIX веке в селе была построена каменная Вознесенская церковь, сохранившаяся и поныне. Предположительно, каменная церковь была построена в 1812 году в честь победы русских войск над Наполеоном. В 1912 года в честь юбилея храма были расписаны стены главной части храма. Особо чтимой святыней храма была икона Покрова Божьей Матери, написанная после одного из покушений на императора Александра II. Согласно документам, хранящимся в местном храме, в Берёзовке в конце XIX века в 70 из 700 дворов проживали старообрядцы, которые относились к поморскому и часовенному согласию. С 1936 по 1992 года в храме располагался Дом культуры, в 1992 году храм был передан Пермской епархии РПЦ. В начале XX века село переименовали по неизвестным причинам в Берёзовое, при Советской власти в Усть-Берёзовку, затем в Берёзовку. Нынешнее название села связано с названием протекающей по территории села речки Берёзовка.
Вплоть до XX века село было транзитным путём в Сибирь, через него проходил Гороблагодатский тракт, значительную часть населения составляли осевшие в селе заключённые и их потомки. Но через Берёзовку проходили не только каторжники, а также и купцы и прочие люди, следовавшие в Сибирь. Самым именитым гостем села был великий князь Владимир Александрович, сын Александра II, который останавливался в селе, чтобы сменить лошадей. Купцы, посещавшие село Вознесенское, устраивали ярмарки, ежегодно были традиционные три большие ярмарки. К 1917 году в селе сложился многочисленный класс зажиточных крестьян, которые поддержали белое движение. Белогвардейские войска находились в Берёзовке с ноября 1918 по июнь 1919 года.
В первой половине XX века в Берёзовке было построено предприятие по переработке картофеля, которое особо активно работало в годы Великой Отечественной войны, картофель стал основным продуктом, который село поставляло на фронт. В советское время основною отраслью экономики села было сельское хозяйство, была создана сортоиспытательная станция, которая действует и ныне, существовал молокозавод, обеспечивавший молочными продуктами жителей района и соседних городов Кунгур и Лысьва, был открыт хлебозавод и колбасный цех. Продолжительное время действовал промышленный комбинат и дом быта. Было развито производство валенок, которое ныне в Березовке не существует.
В 1982 году в Берёзовском районе специалистами из Югославии и ГДР было начато строительство газокомпрессорных станций, оказавшее большое влияние на экономику района и села. Был построен новый жилищный комплекс на 600 квартир с развитой инфраструктурой.

## Население
| 1959 | 1970  | 1979  | 1989  | 2002  | 2010  | 2021  |
| ---- | ----- | ----- | ----- | ----- | ----- | ----- |
| 1911 | ↗2947 | ↗3545 | ↗6978 | ↗7062 | ↘6904 | ↘6466 |

## Экономика
Основные виды экономической деятельности — сельское хозяйство, газовая и пищевая промышленность. В селе находится большое число частных предприятий.
Активно развивается деревообрабатывающая отрасль, создано несколько строительных компаний.
Функционируют многочисленные магазины и предприятия бытовых услуг. В селе имеется отделение «Сбербанка России», районная больница, средняя школа, детские сады. 

## Политическая жизнь
В Берёзовке действуют отделения партий «Единая Россия», «ЛДПР», «КПРФ», «Справедливая Россия».
При березовской районной администрации действует комитет по молодёжной политике, существует молодёжный парламент.

## Культурная жизнь
С 1935 года в селе выпускается газета «За зажиточную жизнь», сейчас она носит название «Сельская новь». Действуют краеведческий музей, библиотека, центр детского творчества, клуб «Энтузиаст», методический центр. Издаются малыми тиражами книги по истории села. Ежегодно проходит фестиваль молодёжных культур.

## Религия
В Березовке действует храм РПЦ, существует мусульманская община и небольшая группа христиан веры евангельской-пятидесятников.

## Спорт
В Берёзовке базируется футбольный клуб «Газовик», который в 2000 году выиграл чемпионат Пермского края по футболу , что стало неожиданностью для всего Прикамья. Ныне ФК «Газовик» достойно выступает в третьем дивизионе Пермского края по футболу. В 2011 году сформировался футбольный клуб «Восток», обладает титулом чемпиона района. Кроме футбола берёзовцы периодически добиваются успеха в краевых соревнованиях по боксу и шахматам. Набирает популярность спортивный туризм. В селе есть три стадиона и спортивный комплекс «Олимп».